# Моррістаун (Вермонт)
Моррістаун (англ. Morristown) — місто (англ. town) в США, в окрузі Ламойлл штату Вермонт. Населення — 5434 особи (2020).

## Демографія
Згідно з переписом 2010 року, у місті мешкало 5227 осіб у 2197 домогосподарствах у складі 1365 родин. Було 2488 помешкань
Расовий склад населення:
| - 96,5 % — білих - 0,7 % — чорних або афроамериканців - 0,6 % — азіатів - 0,3 % — корінних американців |

До двох чи більше рас належало 1,5 %. Частка іспаномовних становила 1,4 % від усіх жителів.
За віковим діапазоном населення розподілялося таким чином: 22,4 % — особи молодші 18 років, 60,8 % — особи у віці 18—64 років, 16,8 % — особи у віці 65 років та старші. Медіана віку мешканця становила 41,9 року. На 100 осіб жіночої статі у місті припадало 92,4 чоловіків;  на 100 жінок у віці від 18 років та старших — 89,0 чоловіків також старших 18 років.
Середній дохід на одне домашнє господарство  становив 69 561 долар США (медіана — 47 400), а середній дохід на одну сім'ю — 81 073 долари (медіана — 62 338). Медіана доходів становила 40 112 долари для чоловіків та 33 050 доларів для жінок. За межею бідності перебувало 16,2 % осіб, у тому числі 21,2 % дітей у віці до 18 років та 12,1 % осіб у віці 65 років та старших.
Цивільне працевлаштоване населення становило 2747 осіб. Основні галузі зайнятості: мистецтво, розваги та відпочинок — 17,0 %, освіта, охорона здоров'я та соціальна допомога — 14,7 %, роздрібна торгівля — 11,0 %, виробництво — 10,6 %.